# Zwartgetopt aardewerk

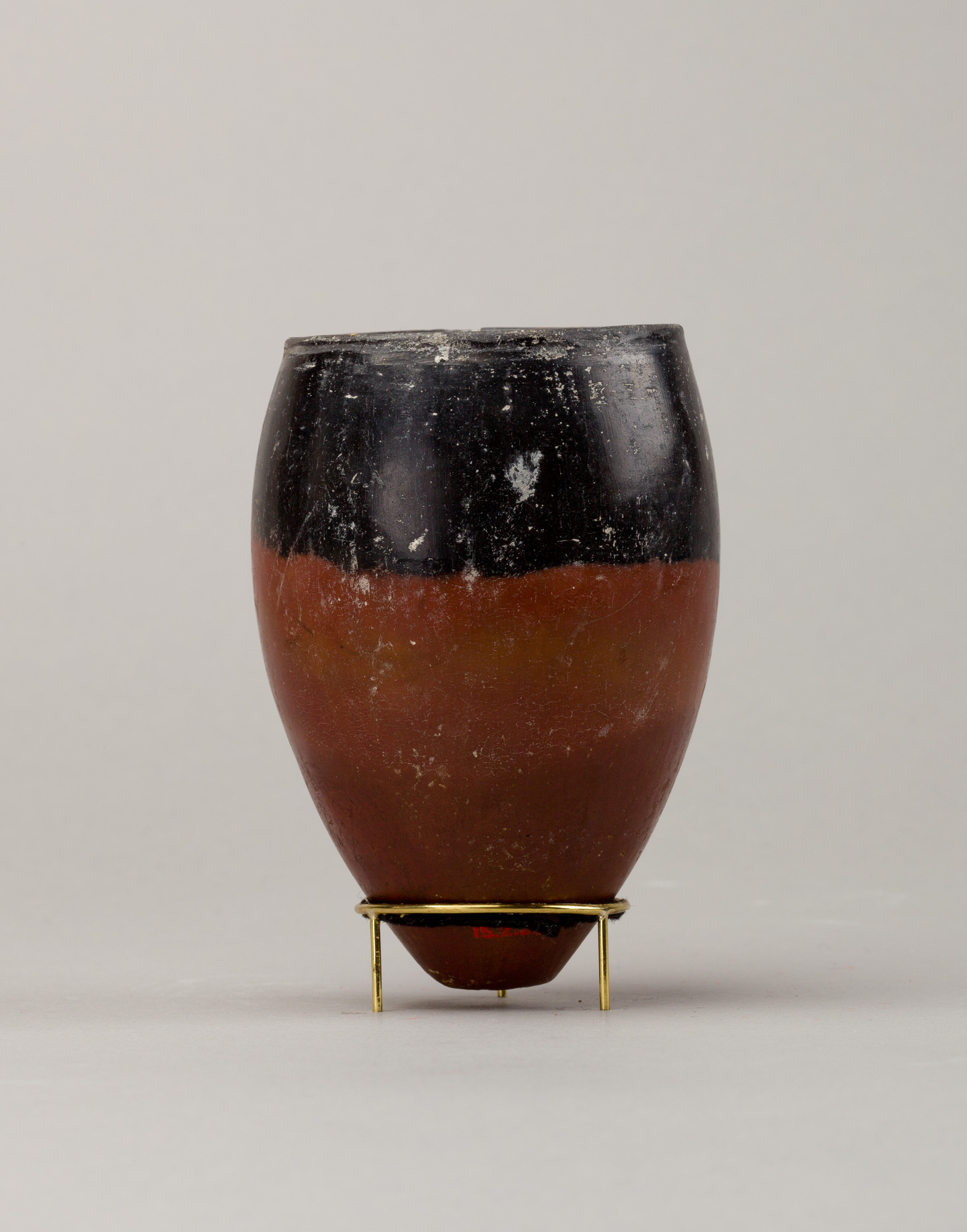
Rode aardewerken pot met zwarte bovenkant, Metropolitan Museum of Art

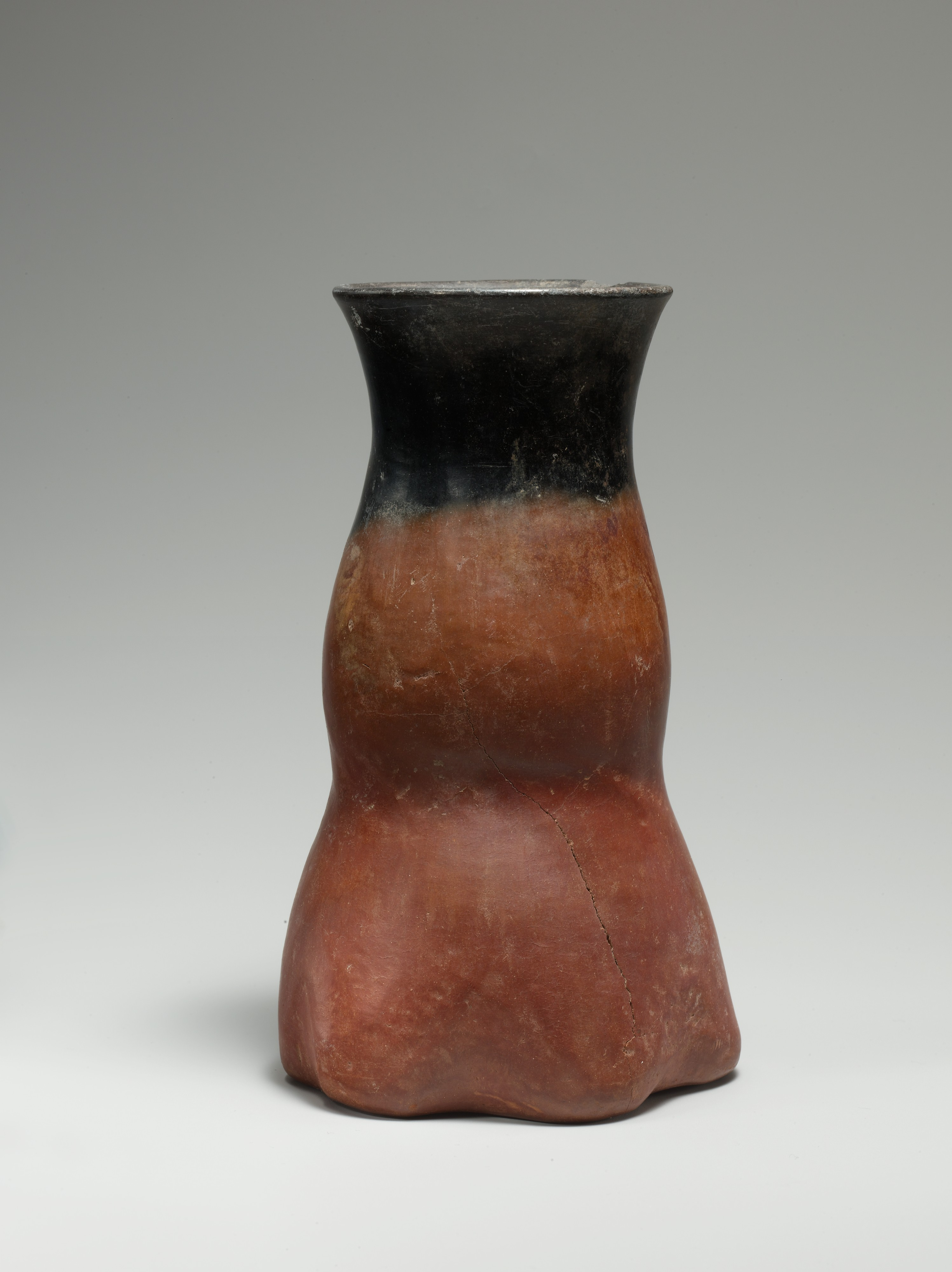
Rode aardewerken pot met zwarte bovenkant, Metropolitan Museum of Art

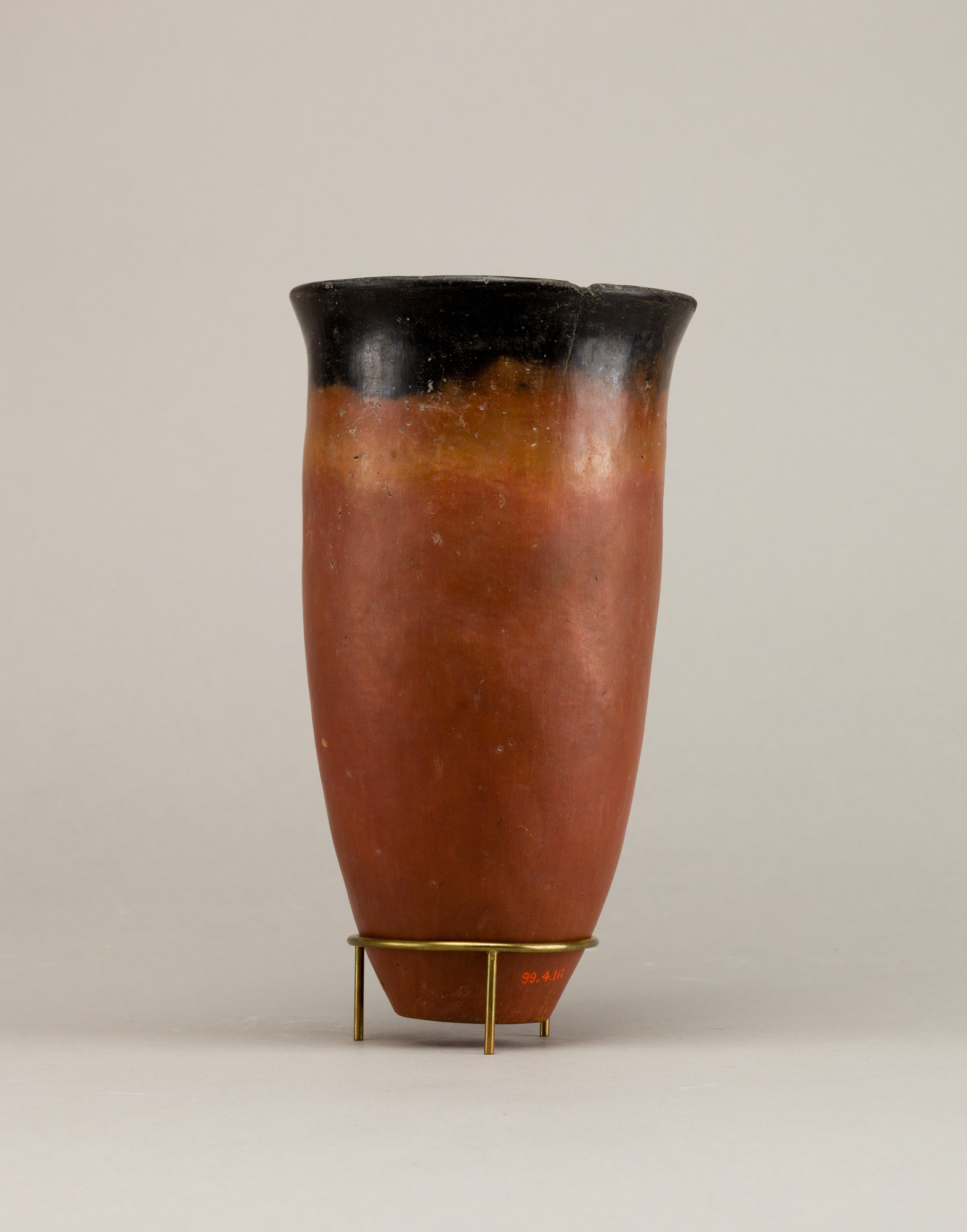
Beker van rood aardewerk met zwarte bovenkant, Metropolitan Museum of Art

Zwartgetopt aardewerk (Engels: black-topped pottery of black-top ware) ook zwartgerand aardewerk of aardewerk met een zwarte bovenkant, is een speciaal soort Oud-Egyptisch aardewerk dat werd gevonden op archeologische vindplaatsen in Nubië, waaronder Elephantine, een eiland in de Nijl, Nabta Playa in de Nubische woestijn en Kerma in het huidige Soedan. Dit type artefact dateert voornamelijk uit de proto-dynastieke periode, maar er zijn een handvol exemplaren bekend die in de vroeg-dynastieke periode zijn gemaakt. Deze vaten werden uitsluitend voor rituele en begrafenisdoeleinden gebruikt en werden ontdekt in oude begraafplaatsen en nederzettingen. De meeste van deze potten zijn variaties op de Egyptische hes-kruikvorm en hebben rode lichamen met zwarte bovenkanten en binnenkanten. De rode kleur is afkomstig van het natuurlijke ijzer dat in het Nijlslib voorkomt en dat oxideert bij het stoken, terwijl de zwarte bovenkant en de binnenkant het product zijn van reductiestook en koolstofvervuiling.

## Archeologische chronologie
De vroegste vondsten van zwartgetopt aardewerk komen uit Nabta Playa in de Westelijke Woestijn van Egypte en dateren uit 5.810±80 jaar geleden. Deze vondsten worden het meest geassocieerd met de predynastieke periode in Opper-Egypte. Zwartgetopt aardewerk was het overheersende type aardewerk dat geassocieerd werd met de Badaricultuur en bleef typisch voor de aardewerkproductie tijdens het Amratian, of de Naqada I- en Naqada II A-B-periodes in Opper-Egypte. De frequentie van zwartgetopt aardewerk begon af te nemen in de vroeg-dynastieke periode (Naqada IIC) en lijkt in onbruik te zijn geraakt tegen Naqada IID.

## Technologieën

### Materialen en methoden
De eerste vondst van zwartgetopt aardewerk werd gedaan in Nabta Playa. Deze vondst dateert uit 5.810±80 BP, een periode van toegenomen droogte. Klimaatveranderingen zorgden voor veranderingen in de mobiliteit en interactie tussen groepen en zorgden voor innovaties in de aardewerkproductie. Volgens Kit Nelson waren de vele veranderingen die in aardewerk voorkomen tijdens het laat-neolithicum een weerspiegeling van de bredere maatschappelijke veranderingen die in deze periode plaatsvonden. 
De introductie van zwartgetopt aardewerk markeerde een verschuiving in materiaalgebruik, afwerkingstechnieken en bakmethoden. Vanaf het midden- tot het laat-neolithicum stapten pottenbakkers over van het gebruik van poreuzere, ruwere materialen die ze vonden in afzettingen van meren en rivieren naar fijnere kleisoorten die werden gezuiverd door middel van een proces van flotatie, een methode die werd gebruikt om kleine objecten van sedimenten te scheiden met behulp van water. Laat-neolithisch aardewerk kan verschillende materialen bevatten die aan de klei worden toegevoegd, zoals zand dat als tempering werd gebruikt, wat elk niet-plastisch materiaal is dat wordt gebruikt om de klei te versterken en overmatige krimp en scheuren tijdens het bakproces te voorkomen. 
Een andere ontwikkeling was de ontwikkeling van verschillende afwerkingstechnieken. In het laat-neolithische aardewerk is een grotere verscheidenheid aan afwerkingstechnieken te zien, waaronder het toevoegen van slib, vloeibare klei, aan de oppervlakken van potten. Een groot deel van het aardewerk dat in Nabta Playa is gevonden, bevat slib dat is aangebracht om de oppervlaktekleur te veranderen, het oppervlak glad te maken en/of de porositeit van het aardewerk te verminderen. Het gebruik van rode slibs en zelfslibs, die de natuurlijke kleur van de klei behouden, geeft aan dat de rode oppervlaktebehandeling een bewuste keuze was van de pottenbakkers. 

### Stooktechnieken
De meest opvallende technologische vooruitgang die met zwartgetopt aardewerk gepaard ging was de ontwikkeling van verbeterde baktechnieken. Veranderingen in de stooktechnieken bevatten nieuwe methoden om hogere temperaturen te bereiken en het doelbewust creëren van de zwarte randen. De hogere baktemperaturen zorgden voor een sterkere vitrificatie van het kleilichaam, waardoor het aardewerk uit het laat-neolithicum duurzamer werd.
Zwartgetopt aardewerk werd gemaakt van Nijlslib, dat na het bakken een roodbruine kleur kreeg. Het kleurverschil ontstond doordat de chemische effecten op de klei variëren tijdens het bakproces. De productietechnieken die gebruikt worden om dit zwartgerande effect te bereiken zijn echter nog onderwerp van uitgebreide discussies. Aanvankelijk werd gedacht dat de zwarte kleur het gevolg was van een gebrek aan zuurstof. Flinders Petrie, een van de eerste archeologen die aardewerk met een zwarte bovenkant besprak, opperde dat tijdens het bakproces het bovenste gedeelte van de potten gedeeltelijk in as werd begraven, zodat "toen de houtskool ze bedekte, het ijzer werd gereduceerd van rood peroxide tot zwart magnetisch oxide". Petrie beweerde ook dat de zwarte top in één enkele stook werd bereikt.
Deze theorie zou later worden betwist door Alfred Lucas, die de theorie opperde dat de zwarte bovenkant een chemisch effect was dat werd veroorzaakt door koolstof in plaats van een gebrek aan zuurstof, en dat de techniek die de Egyptenaren gebruikten twee stooksessies zou vereisen. Uiteindelijk bewees een Mössbauerspectroscopie uitgevoerd voor Recent Advances in Science and Technology of Materials in 1974 dat de zwarte top was ontstaan door een combinatie van reductie en koolstofverontreiniging, en niet alleen het resultaat van de aanwezigheid van koolstof, zoals Lucas had getheoretiseerd. Het tweefasen-productieproces van Lucas, dat de meest algemeen aanvaarde theorie is, bestaat uit een eerste stook waarbij het aardewerk tijdens de gloeiendhete fase (ongeveer 540 graden Celsius) uit de oven wordt gehaald en met de mond naar beneden op een laag zaagsel wordt geplaatst.

### Porositeit
Een opvallend kenmerk van zwartgetopt aardewerk is dat de porositeit van de zwartgetopte rand en de binnenkant aanzienlijk minder is dan die van het rode exterieur. Dankzij deze eigenschap kunnen archeologen inzicht krijgen in de inhoud en functie van deze vaten. De variatie in porositeit suggereert dat de toevoeging van de zwarte rand mogelijk een verbetering van de functionaliteit was en niet alleen een stilistische keuze. Deze theorie wordt ondersteund door het feit dat na de introductie van mergelklei in Egypte en Soedan de aanwezigheid van zwartgetopt aardewerk begon af te nemen. Mergelklei kon op hogere temperaturen worden gebakken dan Nijlslib, waardoor de porositeit van dit product van nature lager was.

### Vorm
Zwartgetopt aardewerk komt doorgaans in de vorm van de Egyptische hes-kruik. Dit zijn hoge kruiken met schouders die gebruikt werden om plengoffers in te schenken. De vaten worden gekenmerkt door hun spreidende, conische vorm, hoge schouders en smalle halzen. Tijdens de pre-dynastieke periode en in de 1e-2e dynastie, werd aardewerk met de hand gevormd. Aardewerk dat op de pottenbakkersschijf werd gemaakt, ontstond pas in de 3e dynastie.

## Functie

### Ritueel gebruik
Zwartgetopt aardewerk werd uitsluitend aangetroffen in begraafplaatsen en cultusafzettingen, en het voorkomen ervan doet waarschijnlijk denken aan het gebruik van dergelijke potten in tempels of begrafenisrituelen uit de vroeg-dynastieke periode. Karin Sowada stelde dat de religieuze functie van zwartgetopt aardewerk werd aangetoond via de tweedimensionale kunst uit de vroeg-dynastieke periode. Verschillende voorwerpen uit graven uit de 4e dynastie in Gizeh tonen hoe deze vaten werden gebruikt bij rituelen of als offer. Op de plaatstele van Wepemnofret uit de 4e dynastie is de prins gezeten voor een tafel met offers, waaronder een kruik met een zwarte bovenkant. De omringende beelden geven aan dat het vat mogelijk gebruikt werd voor het offeren van rituele vloeistoffen bij begrafenisrituelen. Bovendien is op de plaatstele van prinses Neferetiabet uit het midden van de 4e dynastie een vaas met zwarte bovenkant te zien rechts van het hoofd van de prinses. Net als de plaatstele van Wepemnofret wordt deze afbeelding ook omgeven door beelden die verband houden met vloeibare offers. 
Sowada stelde bovendien dat het tweekleurige rood-zwarte kleurenschema een symbolische betekenis had. De zwartgetopte vaten in Sowada's corpus zijn allemaal afkomstig uit begraafplaats- en cultusafzettingen, en de verschijning van zwartgetopt aardewerk kan inzicht geven in de functie van zulke vaten in tempel- of begrafenisrituelen. In de Oud-Egyptische kunst hadden rood en zwart een symbolische betekenis, waarbij rood de kleur was van chaos en dood, en zwart de kleur van het vruchtbare land van Egypte en wederopstanding. Deze bewering betoogt dat de zwarte bovenkant in combinatie met het gepolijste rode oppervlak de dualiteit leven en dood vertegenwoordigt en een opzettelijke verwijzing was naar de symbolische betekenis van rood en zwart in Egyptische begrafenisrituelen. De vloeibare inhoud van de vaten vertegenwoordigde zo de Nijl en het vernieuwingsproces dat verband hield met de cyclus van overstromingen en bemesting van de rivier. Sowada suggereert ook dat de wens om tweekleurige vaten te maken mogelijk voortkwam uit een poging van pottenbakkers om de predynastieke steenhouwers te kopiëren die tweekleurige stenen vaten maakten van basalt en kalksteen.

### Alternatieve toepassingen
Er bestaan meerdere alternatieve theorieën over de functie van zwartgetopt aardewerk en de redenering achter het kleurenschema. Winifred Needler theoretiseerde dat de overeenkomsten in oppervlaktebehandeling wijzen op een mogelijke associatie met gepolijst rood aardewerk. Zwartgetopt aardewerk heeft echter de neiging in vorm te variëren in vergelijking met gepolijst rood aardewerk, dat dunnere halzen en vaak gedetailleerdere randen had. Deze variatie in vorm zou kunnen worden toegeschreven aan de noodzaak van een bredere en eenvoudigere rand bij het maken van de zwarte bovenkant en binnenkant, en ontkent niet de mogelijkheid van een relatie tussen zwartgetopt aardewerk en roodgepolijst aardewerk. 
Een andere theorie suggereert dat de zwarte bovenkant wellicht leek op zwarte kalebasvaten. Volgens A.J. Arkell lag de oorsprong van het motief met de zwarte bovenkant in aardewerk bij de kalebasbekers in Soedan die een zwarte rand hadden. Wanneer een kalebas doormidden werd gesneden werd de rand in het vuur gehouden om deze duurzamer te maken. Arkell stelde dat het voor pottenbakkers vanzelfsprekend zou zijn om te proberen de zwarte rand na te bootsen omdat "een kalebas er niet goed uit zou zien zonder zwarte rand." Deze theorie betoogt dat de zwarte bovenkant niet direct een kwestie van functie was, maar een esthetische keuze die werd beïnvloed door een traditie die was ontstaan voor de functionaliteit van alternatieve materialen.

Afbeeldingen
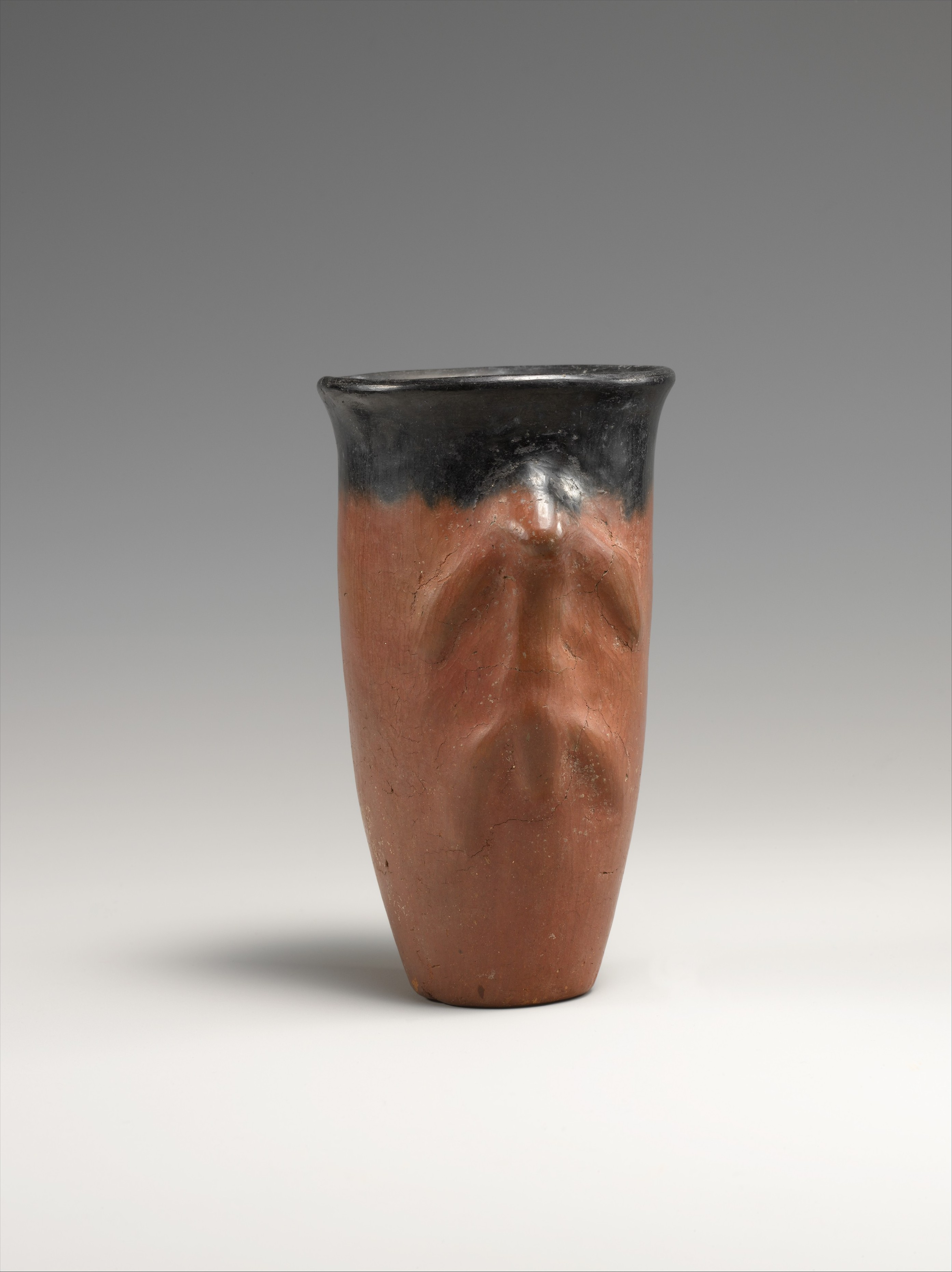
Zwarte rode aardewerken pot met een klimmend dier, Metropolitan Museum of Art
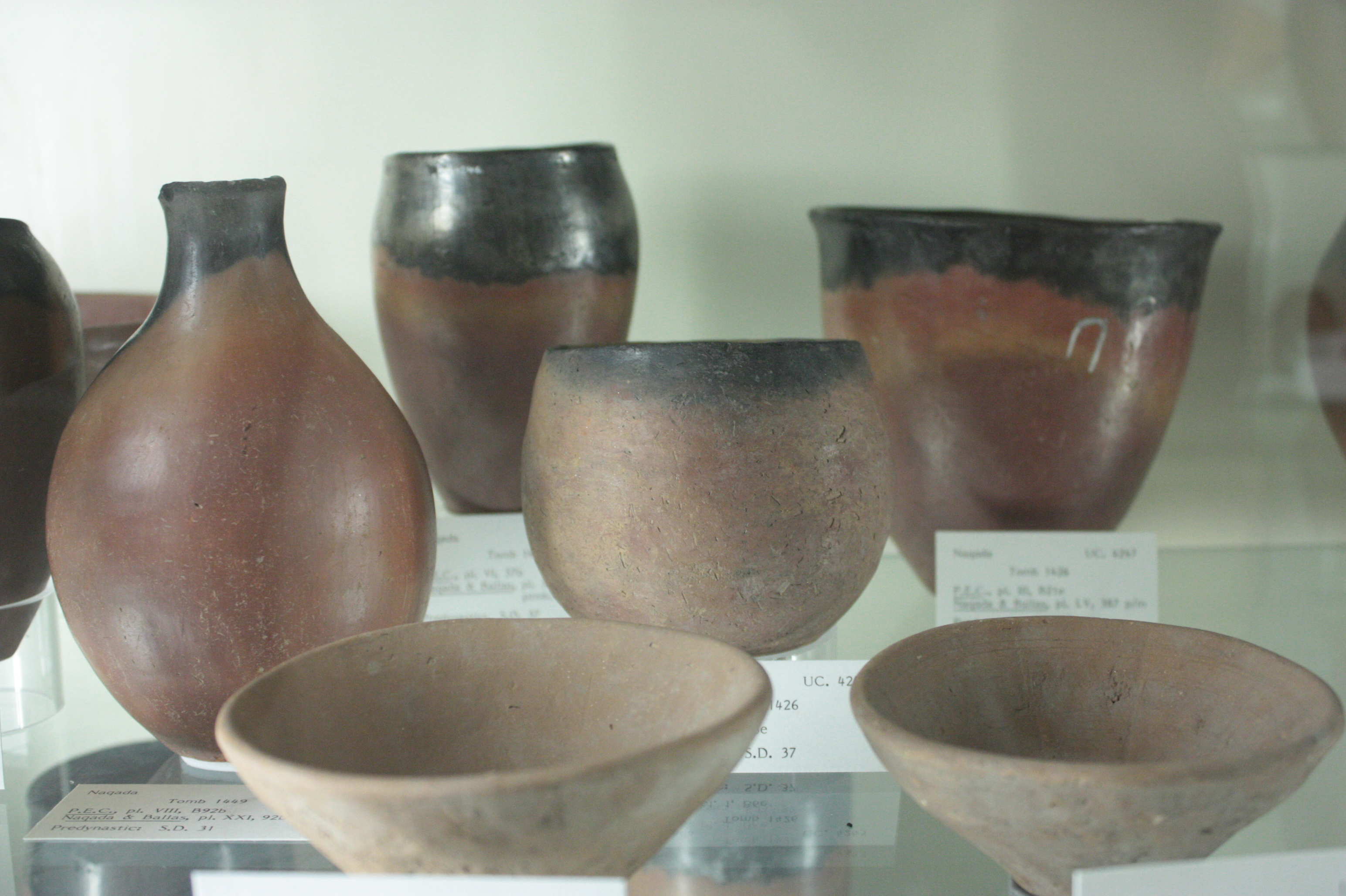
Het kenmerkende zwarte Egyptische aardewerk uit de predynastieke periode, geassocieerd met Flinders Petrie's Sequence Dating System
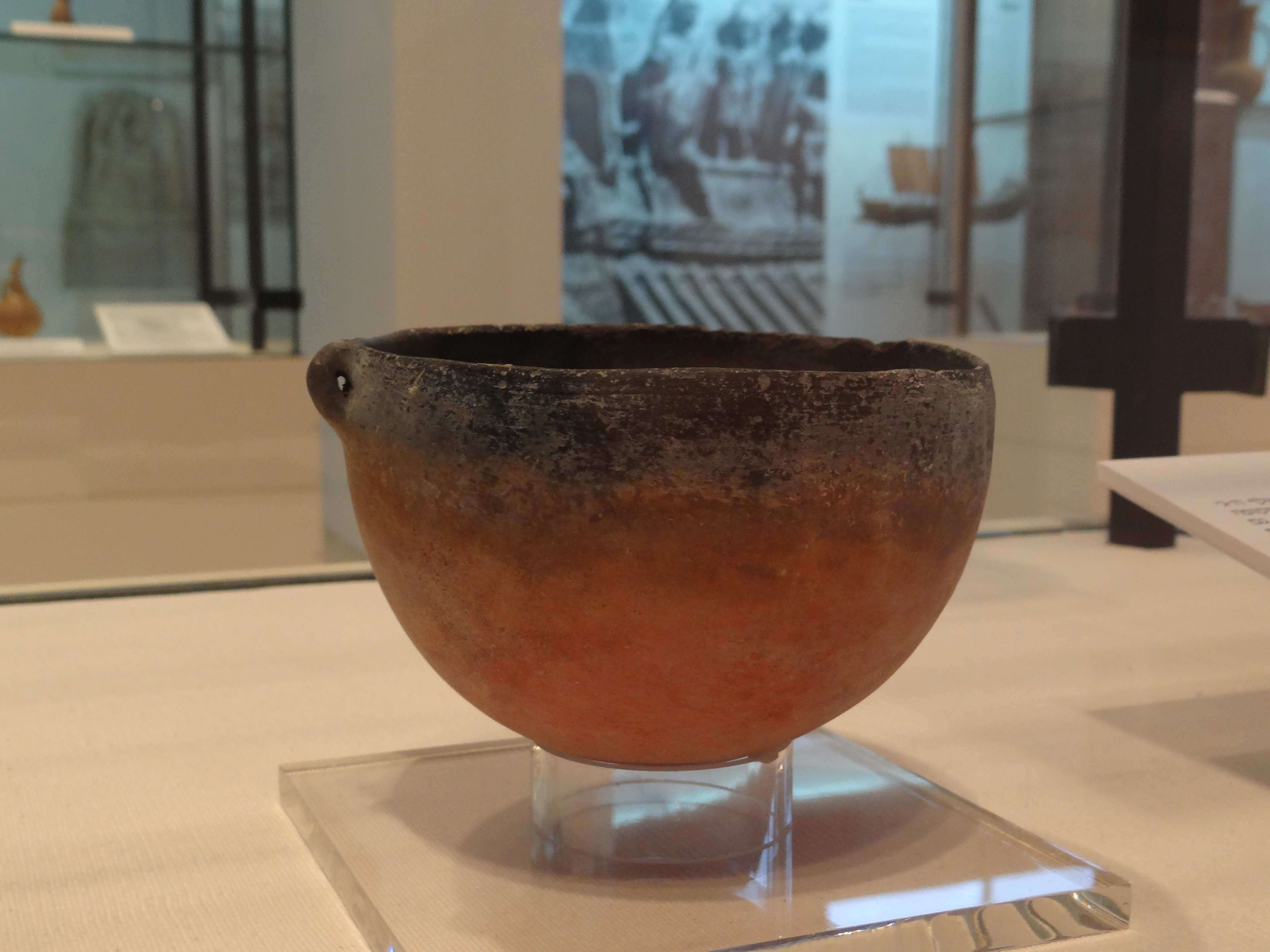
Kom van rood aardewerk met zwarte bovenkant, Israëlisch Nationaal Maritiem Museum
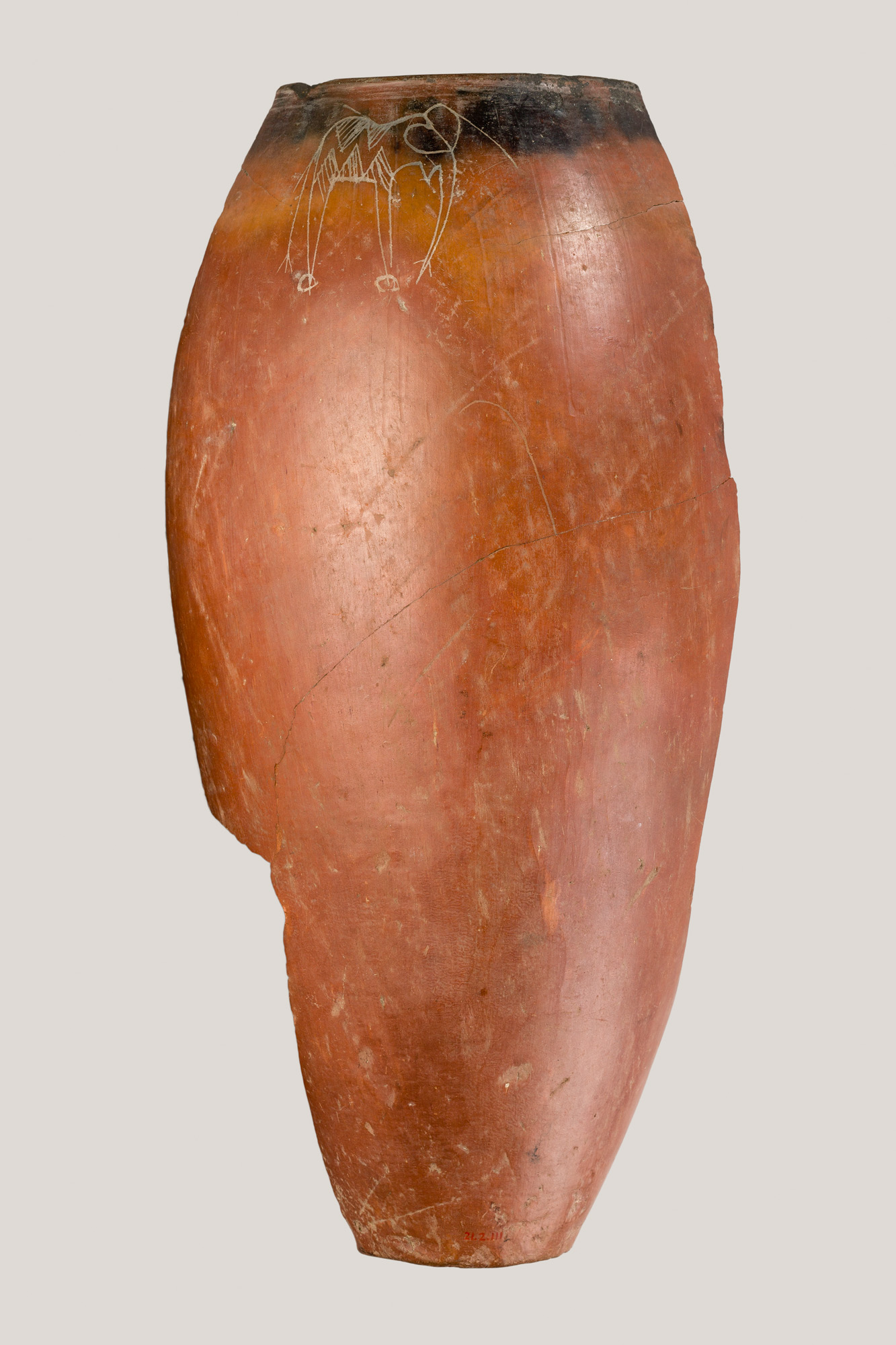
Scherf van een zwarte beker van rood aardewerk met een opschrift van een olifant, Metropolitan Museum of Art
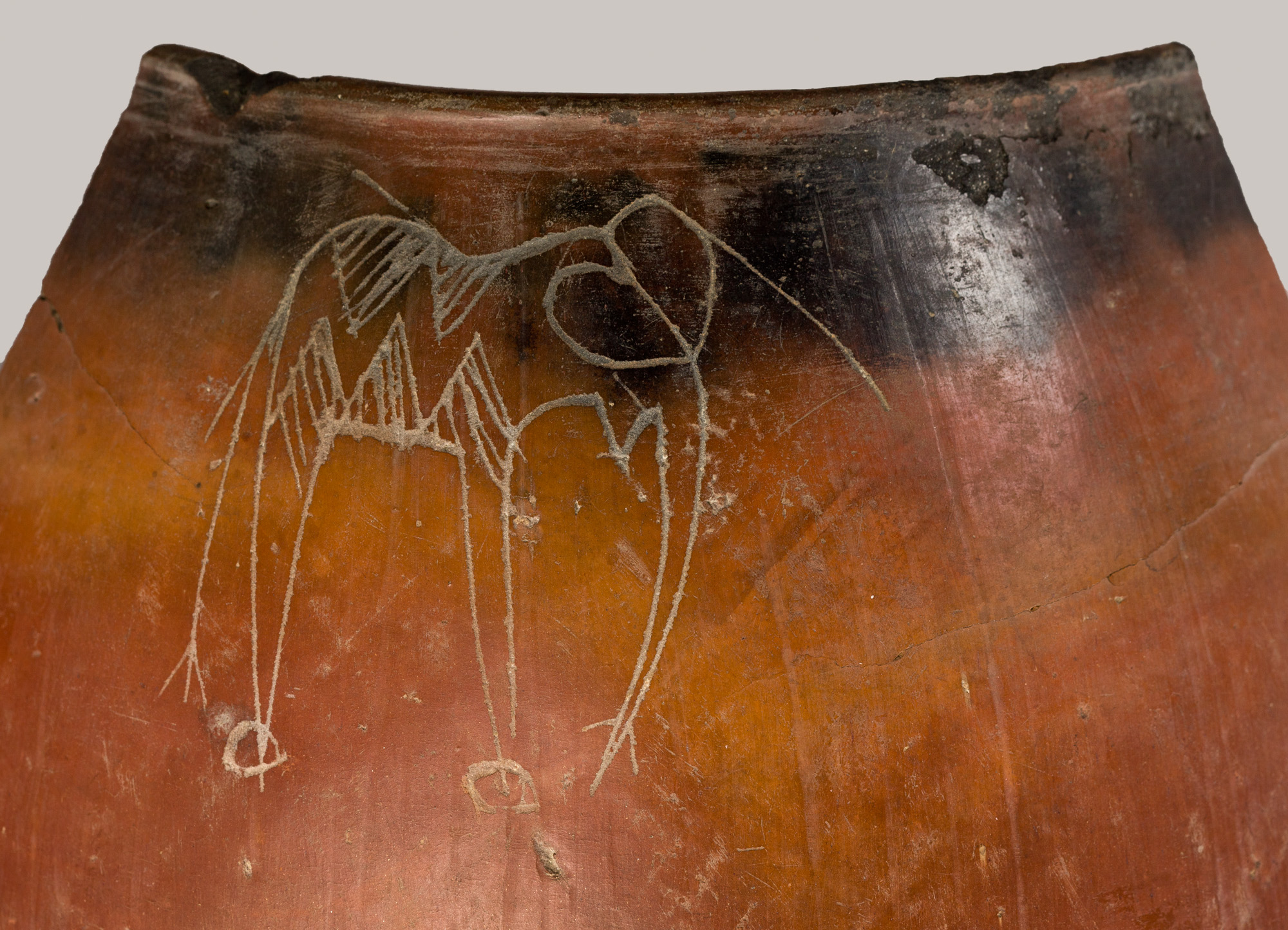
Scherf van een bekerglas van zwart rood aardewerk met een opschrift van een olifant (detailfoto), Metropolitan Museum of Art